# Stairway to Heaven
"Stairway to Heaven" là một bài hát của ban nhạc rock người Anh Led Zeppelin, phát hành vào cuối năm 1971. Ca khúc được sáng tác bởi tay guitar của ban nhạc Jimmy Page và giọng ca Robert Plant, nằm trong album phòng thu thứ tư không có tiêu đề của họ (thường được gọi là Led Zeppelin IV). "Stairway to Heaven" được coi là một trong những giai điệu hay nhất lịch sử nhạc rock.
"Stairway to Heaven" kéo dài tới tận hơn 8 phút, với nhiều đoạn chuyển phức tạp của hòa âm, tông, nhịp cũng như cường độ âm thanh khác nhau. Ca khúc bắt đầu với một đoạn guitar acoustic mềm mại của nhạc folk để rồi sau đó dẫn tới đoạn vào của các nhạc cụ điện. Đoạn cuối trong cấu trúc là một trong những trích dẫn kinh điển của hard rock với đoạn solo guitar bởi Page, giọng gằn kèm với nhiều tiếng thét của Plant, để rồi kết thúc bài hát là một câu nói thầm "And she's buying a Stairway to Heaven".
"Stairway to Heaven" được bình chọn ở vị trí số 3 trong danh sách "100 ca khúc rock xuất sắc nhất" của VH1 vào năm 2000, và vị trí số 31 trong danh sách "500 bài hát vĩ đại nhất" của tạp chí Rolling Stone. Đây là ca khúc được yêu cầu nhiều nhất trên sóng FM tại Mỹ trong suốt thập kỷ 70, cho dù nó chưa bao giờ là đĩa đơn của ban nhạc. Tháng 11 năm 2007, khi Led Zeppelin cho phát hành album Mothership, "Stairway to Heaven" cũng có được vị trí số 37 tại UK Singles Chart thông qua số lượt tải qua internet.

## Thu âm và sản xuất
Quá trình thu âm của "Stairway to Heaven" bắt đầu từ tháng 10 năm 1970 ở phòng thu mới Basing Street Studios của hãng Island Records ở London. Plant là người hoàn thiện phần lời của ca khúc trong quá trình thực hiện Led Zeppelin IV tại Headley Grange, Hampshire vào năm 1971. Sau đó Page quay lại Island Studios để thu âm riêng phần guitar solo.
Jimmy Page và Robert Plant cùng nhau có ý tưởng với ca khúc này khi cư ngụ ở cottage Bron-Yr-Aur, nằm ở một vùng đồng quê thuộc xứ Wales, sau tour diễn vòng quanh nước Mỹ lần thứ năm của Led Zeppelin. Theo Page, anh viết ca khúc "trong suốt một thời gian dài, và đoạn đầu xuất hiện vào một đêm ở Bron-Yr-Aur". Page luôn luôn mang theo máy thâu cát-sét bên người, và ý tưởng "Stairway" lóe lên trong đầu anh chỉ với một đoạn băng nhỏ xíu: "Tôi hình dung được đoạn nhỏ đó, đoạn guitar đó, và tôi muốn gộp tất cả chúng lại. Tôi có toàn bộ ý tưởng cho đoạn nhạc đó, và tôi thực sự muốn thử và mang chúng tới cho mọi người nghe và cảm nhận nó. Có chút khó khăn, đó là nó được bắt đầu bởi tiếng acoustic, mà trước sau nó cũng sẽ kết thúc bằng tiếng nhạc cụ điện. Chúng tôi đã nghĩ mọi cách [ở Headley Grange] khi tôi tìm cách chơi guitar acoustic rồi lại thử chuyển qua guitar điện. Robert ngồi ở một góc, như kiểu dính vào tường vậy, và khi tôi bắt đầu giải thích cho các thành viên khác về ý tưởng này, thì anh ấy bắt đầu viết. Đột nhiên anh ấy đứng bật dậy và hát, với một giai điệu hoàn toàn khác, thậm chí với 80% ca từ cần thiết... Tôi chợt nắm lấy nó, và tôi biết cái cách mà chúng tôi cần thực hiện, và điều quan trọng là cần làm cho mọi người cảm thấy thoải mái nhất với mọi đoạn chuyển sắp sửa diễn ra."
Tay bass John Paul Jones nhớ lại việc được nghe những ý tưởng đầu tiên của ca khúc ở Bron-Yr-Aur: "Page và Plant đi từ trên núi về và có trong tay đoạn mở đầu và đoạn vào. Thực sự mà nói tôi nghe nó lần đầu khi trước mặt là ngọn lửa và ở bên là một căn nhà ở vùng đồng quê! Tôi vớ lấy chiếc máy thu bass và thử chơi một đoạn luyến cho đoạn mở đầu. Thế rồi tôi đi ra chỗ chiếc piano để chơi cho đoạn tiếp theo, thu cùng với những chiếc guitar."
Trong một bài phỏng vấn năm 1977, Page bộc bạch: "Tôi còn giữ một đoạn băng mà chúng tôi chơi "Stairway to Heaven" với tất cả các thành viên của nhóm. Tôi đã nghiên cứu nó rất kỹ càng suốt cả đêm cùng JPJ, trước khi tôi bắt đầu viết đoạn chuyển. Vào lúc đó chúng tôi vẫn sống cùng nhau và vẫn cùng nhau có một lịch sinh hoạt đều đặn, nhưng chúng tôi quyết định không thể tuân theo nó vào ngày hôm sau. Đó có lẽ là nơi duy nhất có được cảm giác yên bình. Có một lý do khó hiểu gì đó mà Bonzo lại bị lỗi nhịp khi tới đoạn đàn 12-dây trước đoạn solo. Mọi đoạn khác đều được thực hiện rất nhanh gọn."
Phần ca từ được viết bởi ca sĩ chính Plant trước ngọn lửa đêm ở Headley Grange theo một cách gần như ngay tức khắc, và Page thừa nhận rằng "hầu hết phần ca từ được viết ngay ở đó và vào lúc ấy". Jimmy Page đã tự bè phần nhạc còn Robert Plant đã ngồi với cây bút chì và giấy. Plant sau này nói rằng "Đột nhiên, ngón tay tôi tự viết ra từng chữ. "There's a lady is sure [sic], all that glitters is gold, and she's buying a stairway to heaven". Tôi đang ngồi ở đó, nhìn tất cả mọi người rồi đột nhiên như thấy nhảy ra khỏi chỗ vậy." Plant cũng giải thích phần ca từ là "những lời lẽ khá thô lỗ về một người đàn bà có được tất cả mọi điều mình muốn mà chưa từng thắc mắc hay quan tâm. Những câu đầu tiên như một tiếng phẩy tay rất mạnh vậy... rồi mọi thứ cứ êm dần sau đó."
Phần ca từ bị ảnh hưởng lớn từ những gì mà Plant đang đọc vào thời điểm đó. Ca sĩ đã mang vào đó phong cách viết của nhà nghiên cứu thám hiểm Lewis Spence, và sau đó kể tên cuốn Magic Arts in Celtic Britain của Spence như một trong những nguồn cảm hứng của mình.
Tháng 11 năm 1970, Page đã gợi ý với báo chí ở London về ca khúc mới của nhóm: "Đó là một ca khúc dài. Các anh đều biết "Dazed and Confused" và những ca khúc như vậy được hát thế nào phải không? Chúng tôi muốn thử sức với organ và guitar, từng đoạn từng đoạn một, và sau đó là phần của nhạc cụ điện... Có thể là một ca khúc dài tới 15 phút."
Page cũng cho rằng ca khúc "bùng nổ như từng dòng adrenaline vậy". Anh giải thích: "Tôi quay trở lại phòng thu cùng John Paul Jones, điều duy nhất mà anh sẽ không cố làm đó là đẩy nhanh tiến độ, vì anh biết là nếu thúc ép quá, anh có thể sẽ không được chấp nhận nữa. Mọi thứ cần phải ở đúng khuôn khổ của nó. Và thực tế thì tôi lại rất muốn viết một thứ gì đó gấp gáp hơn và đầy adrenaline trong đó, và nó hướng tôi tới việc viết những nốt bổng. Và đó chính là một ý tưởng hay. Chính vì thế mà chúng tôi phải cùng nhau tập với nó."
Bản thâu tại phòng thu hoàn chỉnh nhất được phát hành trong album Led Zeppelin IV vào tháng 11 năm 1971. Hãng đĩa của nhóm, Atlantic Records, đề nghị đưa ca khúc trở thành đĩa đơn, song quản lý Peter Grant từ chối điều đó tới 2 lần vào năm 1972 và 1973. Lý do của quyết định này là vì ông muốn người nghe buộc phải mua cả album thay vì chỉ mua mỗi đĩa đơn. Tuy nhiên, ở Mỹ, Atlantic vẫn phát hành đĩa đơn "Stairway to Heaven" ở định dạng 7" đĩa than vào năm 1972.

## Sáng tác
Ca khúc được cấu trúc bởi rất nhiều đoạn nhỏ, bắt đầu với một đoạn dạo rất êm bằng tiếng chạy ngón guitar acoustic 6 dây với tiếng của 4 chiếc sáo theo phong cách âm nhạc Phục hưng (cho tới 2:15), tiếp sau bởi một đoạn guitar điện chậm rãi (2:16-5:33), rồi một đoạn dài guitar solo (5:34-6:44) trước khi tới một đoạn hard rock dữ dội hơn (6:45-7:45) và kết thúc bởi một đoạn ngắn có âm hưởng giống như đoạn dạo đầu.
Được viết ở giọng La (A) thứ, ca khúc được bắt đầu với một đoạn chạy ngón guitar theo thứ tự hợp âm giảm dần A-G#-G-F#-F-E. John Paul Jones đóng góp một phần bass mộc quan trọng cùng với sáo (anh thử dùng ban đầu với mellotron, sau đó là Yamaha CP70B Grand Piano và Yamaha GX1 trong các buổi trình diễn trực tiếp) và sau đó là chiếc piano điện Hohner Electra-Piano ở đoạn tiếp.
Đoạn nhạc tiếp tục với nhiều bè guitar, từng chiếc một hòa âm với đoạn mở đầu cho tới khi trống xuất hiện ở 4'18". Đoạn Jimmy Page chơi guitar solo được thực hiện với chiếc 1959 Fender Telecaster mà anh được Jeff Beck tặng trước kia (cây đàn mà Beck hay chơi khi còn ở The Yardbirds cùng Page), được cắm vào dàn ampli của Supro. Tuy nhiên, trong một bài phỏng vấn tại tạp chí Guitar World, Page lại nói: "Có thể nó là một chiếc Marshall, tôi cũng không nhớ chính xác." Có tới tận 3 đoạn solo khác nhau được thu thử, và Page phải nghe lại nhiều lần để quyết định lựa chọn. Anh nói: "Tôi thấy rằng lần đầu tiên nghe không ổn, vậy nên có tận ba bản khác nhau. Tôi có nghe kỹ lại chúng trước mỗi lần băng thâu được bật lại." Phần guitar còn lại được chơi bằng chiếc acoustic Harmony Sovereign H1260 và chiếc guitar điện Fender XII (chiếc 12-dây được cắm trực tiếp vào máy chỉnh âm), và chúng lần lượt được nghe bằng 2 bên tai trái rồi phải. Trong các buổi trình diễn trực tiếp, Page chuyển sang sử dụng cây đàn 2 cần huyền thoại Heritage Cherry Gibson EDS-1275 6/12. Đoạn kết ca khúc chạy theo tiết tấu i-VII-VI (bè thứ tự nhiên) với các hợp âm Am-G-F (La thứ-Sol trưởng-Fa trưởng).
Một trong những điều vô cùng đáng chú ý của ca khúc là đoạn đổi nhịp của chính đoạn guitar solo bất tử trên. Khi đang chơi ở nhịp 4/4 ở đoạn trước, một đoạn nhấn nhanh và mạnh đã chuyển tất cả ngay sang nhịp 8. Đây vốn là một thử thách lớn với mọi nghệ sĩ, nhưng nó lại giúp cho đoạn vào guitar solo trở nên tự nhiên hơn.
Kỹ thuật viên âm thanh Andy Johns nhớ lại quá trình thực hiện đoạn solo guitar huyền thoại của Jimmy Page: "Tôi nhớ Page đã gặp chút khó khăn với đoạn solo của "Stairway to Heaven"... Thực ra anh ấy chưa xác định thể hiện nó như thế nào. Bây giờ thì bạn có thể mất cả ngày chỉ để làm một điều duy nhất. Tuy nhiên, chúng tôi chưa từng làm thế bao giờ. Chúng tôi chưa bao giờ lại phải tốn thời gian cho việc thu âm. Tôi vẫn nhớ lúc ngồi trong phòng thu với Jimmy, cậu ta đứng bên, viết một vài dòng rồi tự thấy không ra đâu vào đâu. Tôi thấy rằng cậu ấy đang bất lực và điều đó khiến tôi cảm thấy bất lực. Tôi quay lại và gắt: "Cậu làm tôi thấy bực rồi đó!" và cậu ấy nói: "Chính ông làm tôi bực thì có!" Đó đúng là một vòng bực tức luẩn quẩn. Và đùng một cái, chỉ ngay trong bản thu sau, hoặc sau đó, cậu ấy đã thành công!"
Theo chính Page, "Stairway to Heaven" là ca khúc "...đã kết tinh những điểm nổi bật nhất của ban nhạc. Ở đó có mọi thứ và đã chứng minh với mọi người rằng ban nhạc là những người xuất sắc nhất... trong vai trò của một ban nhạc, một tập thể. Không nói về đoạn solo hay bất kể thứ gì cụ thể, mọi điều tinh túy của các thành viên đều ở đó. Chúng tôi luôn dè dặt khi phát hành nó dưới dạng đĩa đơn. Đó quả là một sự kiện quan trọng với tất cả chúng tôi. Mỗi người đều muốn thể hiện nó ở chất lượng tốt nhất, một thứ có thể tồn tại lâu dài và tôi nghĩ chúng tôi đã thành công với "Stairway". Townshend đã từng nghĩ rằng mình đã đạt tới điều đó với Tommy. Tôi thì nghĩ rằng tôi không có đủ khả năng để làm lại điều đó một lần nữa. Tôi đã phải lao động vô cùng vất vả trước khi đạt tới một thứ trường tồn như vậy, thực sự xuất sắc."

## Taurus
Qua nhiều năm, nhiều người đã phát hiện ra đoạn mở đầu bằng tiếng chạy ngón guitar acoustic có nhiều nét tương đồng với một bản nhạc không lời có tên là "Taurus" của nhóm Spirit vào năm 1968. Led Zeppelin từng gặp gỡ Spirit vào trước tour diễn vòng quanh nước Mỹ, vậy nên có nhiều nghi ngờ rằng ban nhạc đã nghe ca khúc này để viết nên "Stairway to Heaven". Trong lời phụ chú cho bản tái bản năm 1996, Randy California, người sáng tác ca khúc "Taurus", bày tỏ: "Nhiều người luôn thắc mắc tại sao "Stairway to Heaven" lại giống "Taurus" – một ca khúc được phát hành trước đó hơn 2 năm. Tôi biết Led Zeppelin cũng từng trình diễn trực tiếp "Fresh Garbage" của Spirit. Đó chính là bài hát mở màn cho tour diễn vòng quanh nước Mỹ đầu tiên của họ."
Ngày 20 tháng 5 năm 2014, luật sư đại diện cho nhạc sĩ guitar quá cố Randy California đã chính thức đưa đơn kiện về việc này vì cho đó là vi phạm bản quyền và đề nghị cấm phát hành bản tái bản của Led Zeppelin IV vào năm 2014. Đơn kiện bị từ chối bởi thẩm phán vào ngày 30 tháng 5, còn đích thân Page đã trả lời trên tờ Libération của Pháp rằng "Điều này thật buồn cười. Tôi không muốn bình luận thêm về chủ đề này nữa."

## Trình diễn trực tiếp

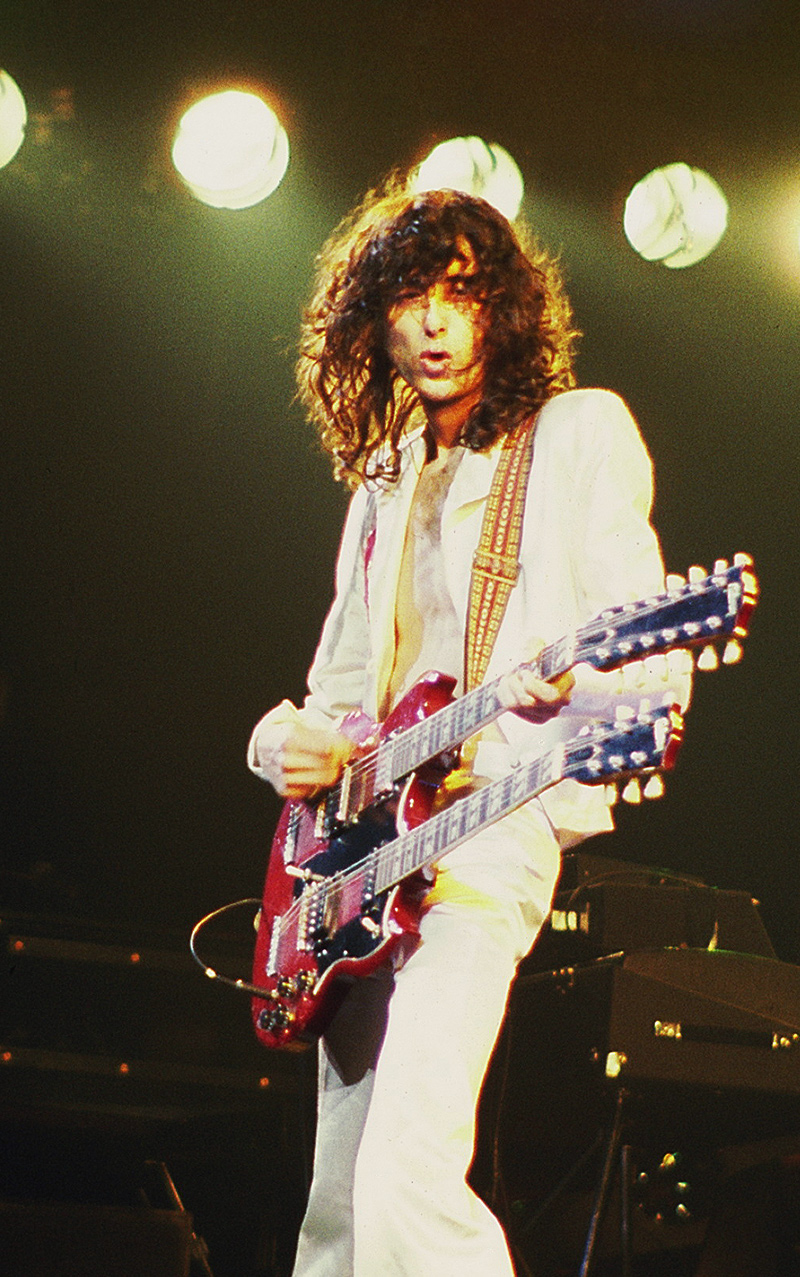
Jimmy Page thường sử dụng chiếc guitar điện 2 cần Heritage Cherry Gibson EDS-1275 6/12 trong các buổi trình diễn trực tiếp với "Stairway to Heaven"

Buổi trình diễn chính thức đầu tiên của ca khúc này diễn ra ở nhà hát Ulster Hall ở Belfast vào ngày 5 tháng 3 năm 1971. Tay bass John Paul Jones nhớ lại khoảnh khắc mọi người bị ấn tượng mạnh bởi ca khúc mới: "Họ đều phát khóc khi nghe được một thứ mà họ đều biết nó sẽ như thế nào". Tuy nhiên, Page lại đánh giá cao buổi diễn ở Hội chợ Los Angeles, trước khi bản thu chính thức được phát hành: "Tôi không hề yêu cầu khán giả đứng lên vỗ tay, nhưng thật sự là tất cả đám đông lớn đó đều làm vậy. Tôi liền nghĩ: "Thật không thể tin được, có lẽ vì chưa ai từng nghe ca khúc này. Đó là lần đầu tiên họ được nghe nó." Nó thực sự làm họ xúc động, bạn biết đấy. Đó chính là lần diễn ở Hội chợ Los Angeles, và chúng tôi hiểu rằng chúng tôi sẽ có được một điều gì đó với thứ này."
Bản thâu phát thanh đầu tiên của ca khúc này được thu tại Paris Cinema vào ngày 1 tháng 4 năm 1971, ở phía trước phòng thu trực tiếp, và được phát 3 ngày sau trên BBC. Ca khúc gần như luôn được thể hiện vào mỗi buổi diễn của Led Zeppelin, đôi lúc được dành để chơi lót cho một buổi diễn quá ngắn hoặc bị gián đoạn kỹ thuật. Buổi trình diễn cuối cùng của ca khúc này là vào ngày 8 tháng 7 năm 1980 tại Berlin, cũng là buổi diễn cuối cùng của ban nhạc trước lần tái hợp tại O2 London vào ngày 10 tháng 12 năm 2007. Bản diễn ở Berlin cũng là bản diễn dài nhất với gần 15 phút trên sân khấu cùng với 7 phút rưỡi guitar solo.
Với ca khúc này, ban nhạc thường trình diễn trực tiếp tới hơn 10 phút: Page sẽ chơi guitar solo lâu hơn, còn Plant sẽ thêm một vài câu nói, kiểu như "Does anybody remember laughter?", "Does anybody remember forests?" (có thể dễ thấy trong buổi diễn ở Seattle năm 1977), "Wait a minute!" và "I hope so". Page thường sử dụng chiếc guitar điện 2 cần Heritage Cherry Gibson EDS-1275 để anh không phải mất thời gian khi chuyển từ đàn 6 sang 12-dây.
Kể từ năm 1975, "Stairway to Heaven" thường được chọn làm ca khúc kết thúc các buổi diễn của Led Zeppelin. Song trong buổi trình diễn tại Mỹ vào năm 1977, Plant lại mở đầu với bài hát này: "Chỉ có duy nhất một ca khúc mà qua rất nhiều lần bạn vẫn có thể hát và hiểu nó... Nó như kiểu một đức tin vậy."
Ca khúc này cũng được những thành viên còn sống của Led Zeppelin hát trong buổi hòa nhạc Live Aid năm 1985; tại lễ kỷ niệm 40 thành lập Atlantic Records với Jason Bonham chơi trống; và sau đó Jimmy Page cũng từng chơi bản không lời của ca khúc này trong tour diễn solo của mình.
Cuối những năm 80, Plant bỗng tỏ thái độ tiêu cực về ca khúc này trong vài bài phỏng vấn. Anh nói: "Tôi sẽ thấy phát bực mỗi khi phải hát ["Stairway in Heaven"] vào mỗi buổi diễn. Tôi đã viết lời cho nó vào năm 1971 và biết rằng ca khúc sẽ trở nên vô cùng đặc biệt với nhiều lời tán dương, song tận 17 năm sau thì tôi không chắc. Điều đó không chỉ đúng với mỗi riêng tôi. Tôi hát nó trong lễ kỷ niệm của Atlantic bởi vì tôi là một gã già ẻo lả và đó chỉ là lời cảm ơn từ cá nhân tôi tới Atlantic vì những gì tôi có được sau suốt 20 năm ca hát. Vậy nên đừng có "Stairway to Heaven" với tôi nữa."
Tới giữa những năm 90, quan điểm của Plant trở nên bớt gay gắt hơn. Trong tour diễn của Page and Plant, họ đã cùng nhau hát lại nó sau khi kết thúc ca khúc "Babe I'm Gonna Leave You". Tháng 11 năm 1994, Page và Plant cùng nhau hát bản acoustic ca khúc này ở Tokyo qua sóng truyền hình Nhật Bản. "Stairway to Heaven" cũng được chơi trong tour diễn tái hợp Led Zeppelin ở O2 London vào ngày 27 tháng 12 năm 2007.
Page cho rằng lần trình diễn bất thường nhất của ca khúc này là ở chương trình Live Aid: "Có tận 2 tay trống trong khi Duran Duran vẫn còn đang gào thét ở một góc khác của sân khấu – có lẽ đó là một khoảnh khắc siêu thực."
Những thước phim trình diễn trực tiếp của ca khúc này được ghi lại trong The Song Remains the Same với buổi diễn tại Madison Square Garden năm 1973, và sau đó trong Led Zeppelin DVD năm 1975 tại Earls Court. Bản audio chính thức của nó cũng được phát hành kèm với The Song Remains the Same trong ấn bản Led Zeppelin BBC Sessions (buổi diễn tại Paris Theatre ở London năm 1971), và sau đó trong How the West Was Won (buổi diễn tại Long Beach Arena năm 1972). Có vô vàn những dị bản audio khác nhau qua các ấn bản đã được phát hành của Led Zeppelin.

## Phát hành và đón nhận của công chúng
"Stairway to Heaven" thường được đánh giá như một trong những ca khúc hay nhất lịch sử nhạc rock. Theo nhà báo Stephen Davis, cho dù được phát hành từ năm 1971, song phải tới tận năm 1973, sự nổi tiếng của nó mới trở thành một kiểu "thánh ca". Cũng theo chính Page: "Tôi biết nó sẽ trở thành một thứ gì đó tốt, song tôi chưa từng hình dung rằng nó sẽ trở thành một thánh ca... Nhưng tôi biết nó sẽ là viên ngọc của cả album, hẳn vậy."
"Stairway to Heaven" luôn có được vị trí trang trọng tại các bảng xếp hạng của các đài phát thanh, điển hình là vị trí số một trong danh sách "Các đoạn guitar solo xuất sắc nhất" của tạp chí Guitar World vào năm 2006. Nhân dịp kỷ niệm 20 năm phát hành album, đài phát thanh Mỹ ước tính ca khúc này đã được phát tới 2.874.000 lượt – nếu được chơi liên tục sẽ tương đương với 44 năm ròng. Năm 2000, số lượt phát của ca khúc đã đạt ngưỡng 3 triệu. Năm 1990, đài phát thanh ở St. Petersburg, Florida thậm chí đã dành hẳn 24 tiếng liên tục để phát mọi dị bản của ca khúc này do chính Led Zeppelin thể hiện. Đây cũng chính là bản nhạc được bán chạy nhất lịch sử với khoảng 15.000 bản được bán mỗi năm: tổng cộng tới nay, nó đã bán được trên 1 triệu bản.
Chính độ dài quá lớn của ca khúc đã cản trở nó trở thành một đĩa đơn của ban nhạc. Trái với những áp lực từ Atlantic Records, ban nhạc không bao giờ cho phép "Stairway to Heaven" được cắt gọn để trở thành đĩa đơn, và điều đó khiến đây trở thành ca-khúc-không-phải-đĩa-đơn nổi tiếng nhất lịch sử nhạc rock. Tuy nhiên, ở Mỹ, nó cũng từng được xuất hiện trong 2 ấn bản đính kèm, một trong số đó có độ dài 7'55" và ấn bản còn lại là định dạng đĩa than 7" 331⁄3 cho máy phát ("Black Dog" và "Rock and Roll" là 2 ca khúc nằm ở mặt còn lại). Một "đĩa đơn" khác cũng được phát hành trong một ấn bản EP ở Úc, và sau đó vào năm 1991 theo kèm một ấn bản sách kỷ niệm 20 phát hành.
Bản thu của ca khúc này cũng xuất hiện trong bản LP-kép We've Got Your Music vào năm 1977 của Atlantic, điều đó giúp "Stairway To Heaven" trở thành ca khúc đầu tiên của Led Zeppelin nằm trong một tuyển tập ca khúc tại Mỹ cùng nhiều nghệ sĩ khác.
Cũng nhân dịp 20 năm phát hành album, tạp chí Esquire cũng viết một bài báo về những ảnh hưởng và thành công của ca khúc này. Cây bút Karen Karbo viết: "Có một điều không thể nghi ngờ rằng ai cũng từng nghe nó, và đây chắc chắn là ca khúc rock nổi tiếng nhất mọi thời đại. Vậy mà ca khúc dài 8 phút này chưa từng là một đĩa đơn. "Hey Jude" dù ngắn hơn tận 45" nhưng lại có những dòng dễ hiểu cùng một đoạn điệp khúc dài. Và "Hey Jude" cũng chưa bao giờ trở thành ca khúc được yêu cầu nhiều nhất trên các sóng FM nhạc rock. Chẳng một ai lại hát "Hey Jude" vào những buổi dạ hội, đám cưới hay thậm chí cả đám tang như "Stairway". "Stairway" không còn có thành công như vậy cho tới ngày nay. Trở lại năm 1971, các DJ ở đài FM đều đã tự huyễn hoặc mình với mọi album cùng với những thứ kỳ quặc, những điều theo phong trào. Với một độ dài tới ngột ngạt, đoạn chuyển đột ngột, và ca từ huyền bí, một ca khúc mang âm hưởng Trung cổ thực sự là một lựa chọn lý tưởng. Và nó tiếp tục là ca khúc được yêu cầu nhiều nhất bởi những người trẻ tuổi hơn cả chính ca khúc này – những người trong vài hoàn cảnh sẵn sàng nghe nó dù âm thanh đã bị hủy hoại bởi những chiếc loa trên xe hơi."
Năm 2004, tạp chí Rolling Stone xếp ca khúc ở vị trí số 33 trong danh sách "500 bài hát vĩ đại nhất". Bài báo ngày 29 tháng 1 năm 2009 của tờ Guitar Wolrd cũng xếp đoạn guitar solo của Page ở vị trí số một trong danh sách "100 đoạn guitar solo xuất sắc nhất lịch sử nhạc Rock and Roll". Năm 2010, đài Q104.3 chuyên về rock của thành phố New York cũng xếp ca khúc ở vị trí số một trong danh sách "1043 bài hát của mọi thời đại".
Erik Davis, nhà xã hội học và phê bình văn hóa, nói về những thành công, những ảnh hưởng sau đó và cả biểu tượng huyền thoại của ca khúc: "'Stairway to Heaven' không phải là ca khúc hay nhất của những năm 70; nó phải là phép màu tuyệt vời nhất của những năm 70. Hãy thử nghĩ thế này: chúng ta đều phát bệnh vì nó, song bằng cách nào đó nó vẫn luôn ở vị trí số 1. Ai ai cũng biết tới nó... thậm chí kể cả khi những chỉ trích và chế nhạo của chúng ta về nó có trở nên quá cố hữu đi nữa. Vài trò chê bai ngớ ngẩn, một tập của Wayne's World cố nói về việc một cửa hàng bán guitar cấm chơi ca khúc này, và thậm chí cả khi Plant cũng không muốn nói về nó trước công chúng – tất cả đều chứng minh một chân lý. "Stairway to Heaven" không đơn giản chỉ có vị trí số 1, mà nó phải là Thứ duy nhất, điều tinh túy, một sản phẩm phát thanh xuất sắc nhất giúp bạn có thể tiệm cận tới sự nguyên chất."
Chính Jimmy Page cũng nói về những thành công với ca khúc: "Điều quý giá nhất với "Stairway" là ở chỗ mỗi người đều có những cảm nhận riêng về nó, ý tôi rằng mỗi người đều đánh giá nói theo cách riêng của mình. Điều đó thật tuyệt. Hàng năm có rất nhiều người tới nói với tôi về những câu chuyện khác nhau mà ca khúc có ý nghĩa với họ trong từng khoảnh khắc của cuộc đời, về việc nó giúp họ vượt qua được những hoàn cảnh khó khăn như thế nào... Bởi vì đây là một ca khúc rất xuất sắc, nó là một thứ năng lượng tuyệt vời, và bạn biết đấy, người ta có lẽ phải kết hôn với nó."
Robert Plant thì ngược lại đã từng yêu cầu một đài phát thanh không bao giờ phát ca khúc này nữa qua sóng radio.

## Ẩn nghĩa
Tháng 1 năm 1982, chương trình truyền hình Trinity Broadcasting Network của Paul Crouch đã tuyên bố phát hiện ra lớp nghĩa ẩn sau phần ca từ của những bài hát nổi tiếng nhất lịch sử nhạc rock bằng kỹ thuật "phát băng ngược". Một trong số đó là "Stairway to Heaven". Phần ẩn nghĩa này bắt đầu từ đoạn giữa của ca khúc (từ "If there's a bustle in your hedgerow, don't be alarmed now...") khi được "phát băng ngược", sẽ nghe rõ thành những dòng viết về Satan, chẳng hạn như "Here's to my sweet Satan" và "I sing because I live with Satan".
Sau những tuyên bố của chương trình trên, đại biểu bang California, Phil Wyman, đề nghị các bang tại Mỹ nên có những chế tài đặc biệt để xử lý và hạn chế những ca khúc có nội dung ẩn qua kỹ thuật "phát băng ngược" này. Tháng 4 năm 1982, Ủy ban Bảo vệ người tiêu dùng và Ủy ban chống Sản phẩm độc hại của Hạ viện bang California vẫn cho phép sự tồn tại của các đoạn "băng ngược", và dĩ nhiên "Starway" không bị cấm tại đây. Trong phiên điều trần, William Yarroll, người tự gọi mình là một "nhà nghiên cứu thần kinh học", đã cho rằng những đoạn ẩn nghĩa này có ảnh hưởng xấu tới não bộ con người.
Có rất nhiều những dòng ẩn nghĩa có trong "Stairway", và đây là một trong những đoạn nổi tiếng nhất:
Oh here's to my sweet Satan.
The one whose little path would make me sad, whose power is Satan.
He will give those with him 666.
There was a little tool shed where he made us suffer, sad Satan.
Ban nhạc hiển nhiên đã bác bỏ mọi cáo buộc trên. Trong một bài trả lời về những ý kiến trên, Swan Song Records nhấn mạnh: "Những đoạn băng của chúng tôi chỉ được thu theo một chiều duy nhất: xuôi." Kỹ thuật viên của Led Zeppelin, Eddie Kramer, cũng khẳng định những cáo buộc trên là "hoàn toàn lố bịch. Tại sao họ phải mất thêm nhiều thời gian cho phòng thu chỉ vì mấy thứ ngớ ngẩn như vậy?". Robert Plant tỏ rõ sự thất vọng vì những lời quy chụp qua một bài phỏng vấn vào năm 1983 trên tạp chí Musician: "Với cá nhân tôi, điều đó rất buồn. Vì "Stairway to Heaven" được viết với những hình tượng cao cả nhất, và cái trò tua ngược băng để cố nhồi nhét vào đó một vài thông điệp không phải là cách mà tôi chơi nhạc."

## Tôn vinh
| Phát hành                        | Quốc gia | Danh hiệu                                                              | Năm  | Vị trí |
| -------------------------------- | -------- | ---------------------------------------------------------------------- | ---- | ------ |
| Đại sảnh Danh vọng Rock and Roll | Mỹ       | "The Rock and Roll Hall of Fame's 500 Songs that Shaped Rock and Roll" | 1994 | *      |
| Classic Rock                     | Anh      | "Ten of the Best Songs Ever!"                                          | 1999 | 1      |
| VH1                              | Mỹ       | "The 100 Greatest Rock Songs of All Time"                              | 2000 | 3      |
| RIAA                             | Mỹ       | "Songs of the Century"                                                 | 2001 | 53     |
| Giải Grammy                      | Mỹ       | Đại sảnh Danh vọng Grammy                                              | 2003 | *      |
| Rolling Stone                    | Mỹ       | "500 bài hát vĩ đại nhất"                                              | 2003 | 31     |
| Q                                | Anh      | "100 Songs That Changed the World"                                     | 2003 | 47     |
| Toby Creswell                    | Úc       | "1001 Songs: the Great Songs of All Time"                              | 2005 | *      |
| Q                                | Anh      | "100 Greatest Songs of All Time"                                       | 2006 | 8      |
| Guitar World                     | Mỹ       | "100 Greatest Guitar Solos"                                            | 2006 | 1      |
| Rolling Stone                    | Mỹ       | "100 Greatest Guitar Songs of All Time"                                | 2008 | 8      |
| Triple J                         | Úc       | "Hottest 100 of All Time"                                              | 2009 | 10     |

(*) không xếp hạng theo thứ tự.

## Thành phần tham gia sản xuất
- Robert Plant – hát chính, sắc-xô.
- Jimmy Page – guitar điện và guitar acoustic.
- John Paul Jones – thu âm, guitar điện, bass, piano điện.
- John Bonham – trống.

## Ấn bản phát hành
1972 đĩa đơn 7" (Philippines: Atlantic 45-3747)
- A. "Stairway to Heaven" [phần 1] (Page, Plant) 4:01
- B. "Stairway to Heaven" [phần 2] (Page, Plant) 4:01

1972 7" promo (Mỹ: Atlantic PR 175)
- A. "Stairway to Heaven" [stereo] (Page, Plant) 8:02
- B. "Stairway to Heaven" [mono] (Page, Plant) 8:02

1972 7" promo (Mỹ: Atlantic PR-269)
- A. "Stairway to Heaven" [stereo] (Page, Plant) 7:55
- B. "Stairway to Heaven" [mono] (Page, Plant) 7:55

1972 7" promo  (Nam Phi: Atlantic Teal)
- A. "Stairway to Heaven" (Page, Plant) 8:02
- B. "Going to California" (Page, Plant) 3:31

1978 12" single (Brazil: WEA 6WP.2003)
- A. "Stairway to Heaven" [stereo] (Page, Plant) 8:02
- B. "Stairway to Heaven" [mono] (Page, Plant) 8:02

1990 7" promo (Anh: Atlantic LZ3)
- A. "Stairway to Heaven" (Page, Plant) 8:02
- B. "Whole Lotta Love" (Bonham, Jones, Page, Plant, Dixon)

1991 20th Anniversary promo (Mỹ: Atlantic PRCD 4424-2, Nhật Bản: Warner Pioneer PRCD 4424-2)
- Đĩa đơn từ CD, đĩa đơn 7"

## Xếp hạng

### Tải nhạc kỹ thuật số
| Bảng xếp hạng (2007)                         | Vị trí cao nhất |
| -------------------------------------------- | --------------- |
| New Zealand RIANZ Singles Chart              | 13              |
| Norwegian Singles Chart                      | 5               |
| Irish Singles Chart                          | 24              |
| UK Singles Chart                             | 37              |
| US Billboard Hot Digital Songs Chart         | 30              |
| US Billboard Hot Singles Recurrents Chart    | 16              |
| Canadian Billboard Hot Digital Singles Chart | 17              |
| EU Billboard Hot 100 Singles Chart           | 79              |
| Swiss Singles Chart                          | 17              |
| Portuguese Singles Chart                     | 8               |
| Bảng xếp hạng (2008)                         | Vị trí cao nhất |
| Swedish Singles Chart                        | 57              |
| German Singles Chart                         | 71              |
| Bảng xếp hạng (2010)                         | Vị trí cao nhất |
| German Singles Chart                         | 15              |

Chú thích: Bảng xếp hạng UK Singles Chart không tính các bản tải xuống từ internet kể từ ngày 17 tháng 4 năm 2005.

### Chứng chỉ
| Quốc gia                                 | Chứng nhận | Số đơn vị/doanh số chứng nhận |
| ---------------------------------------- | ---------- | ----------------------------- |
| Ý (FIMI)                                 | Vàng       | 25.000*                       |
| * Chứng nhận dựa theo doanh số tiêu thụ. |            |                               |

## Các bản hát lại
Ca khúc này từng được hát lại bởi vô số nghệ sĩ. Bản thu với didgeridoo-và-wobble board của Rolf Harris từng đạt tới vị trí số 7 ở Anh vào năm 1993. Đây cũng là một trong số 26 bản thu trực tiếp được thực hiện trong chương trình The Money or the Gun của Úc vào năm 1996, và mỗi dị bản đều mang những nét khác nhau của từng khách mời chương trình. Bản video và album CD được phát hành với lần lượt các dị bản số 25 và 22.
Dolly Parton cũng từng phát hành một ấn bản stripped down acoustic của ca khúc này vào năm 2002. Plant thực sự ấn tượng với bản thu này khi nói rằng ông không ngờ bản thu của Parton có thể tốt như vậy.
Năm 1977, Little Roger and the Goosebumps thu một ấn bản với phần lời hài hước của ca khúc này cho chương trình Gilligan's Island. Chưa đến 5 tuần sau, luật sư của Led Zeppelin đã tiến hành khởi kiện họ và yêu cầu tất cả những bản thu còn sót lại bị buộc phải tiêu hủy. Led Zeppelin thắng kiện và Little Roger and the Goosebumps phải trả số tiền phạt lên tới hàng ngàn $. Tuy nhiên, tới năm 2005, Plant lại nói rằng đây là bản hát lại của "Stairway to Heaven" mà ông thích thú nhất.
Serie phim hài Second City Television đã tạo ra một cú lừa tới khán giả với một album "rởm" có tên Stairways to Heaven. Trong album này, được thiết kế theo phong cách của K-tel, rất nhiều mảnh ghép của phần bìa được dán lại, với rất nhiều nghệ sĩ tham gia từ Slim Whitman cho tới một ban nhạc "rởm" từ những năm 50 "The Five Neat Guys", cùng với đó là bản thu gốc (cho dù đã bị nói trước là giọng của Rich Little). Ấn bản này không được phát hành kèm DVD với chương trình.
Một bản hát lại bởi Far Corporation được phát hành vào năm 1985 cũng được đạt vị trí số 8 ở UK Singles Chart.
Frank Zappa cũng từng phối lại ca khúc này như trọng tâm trong tour diễn của mình vào năm 1988. Bản phối này có thể được nghe trong album The Best Band You Never Heard in Your Life với phần kèn cor được chơi bởi ban nhạc của Zappa và Page chơi guitar solo.
Nhạc sĩ và nhà tâm lý học người Úc, Joe Wolfe, đã sáng tác rất nhiều dị bản của "Stairway to Heaven". Chuỗi công việc này được đặt tên thành The Stairway Suite với nhiều bản phối có dàn nhạc, big band, hợp ca và cả SATB. Mỗi dị bản mang phong cách của một nhạc sĩ nổi tiếng: Franz Schubert, Gustav Holst, Glenn Miller, Gustav Mahler, Georges Bizet và Ludwig van Beethoven. Chẳng hạn, cảm hứng từ Schubert được lấy từ bản Giao hưởng Dang dở, còn cảm hứng của Beethoven được thể hiện qua phần hát và hợp ca giống với bản Giao hưởng số 9. Wolfe cũng đăng toàn bộ phần bản nhạc của các dị bản trên internet.
Trong bộ phim Wayne's World, nhân vật Wayne (được diễn bởi Mike Myers) chơi trên guitar vài nốt của ca khúc này. Trong phim, Wayne bị chặn lại khi một nhân viên cửa hàng chỉ vào biểu tượng "Không có cầu thang" ("No Stairway"). Đây là câu chuyện được lấy từ thực tế, rằng rất nhiều khách hàng đã ngồi chơi ca khúc này tại các cửa hàng bán nhạc cụ ở Anh, tới nỗi nhiều nhân viên phát ngán và đề nghị quản lý hạn chế chơi "Stairway" ở đây. Trong bản video phát hành và cả chương trình truyền hình, các nốt nhạc đã được thay đổi ở các đoạn luyến vì lo ngại vấn đề bản quyền từ chính ban nhạc.
Album In a Metal Mood của Pat Boone năm 1997 cũng có ca khúc này được chơi theo phong cách jazz waltz.
Ban nhạc Heart đã từng trình diễn ít nhất 1 lần ca khúc này vào năm 1976. Album năm 2004 của họ, Little Queen, cũng có bonus track là ca khúc này. Heart cũng từng hát lại "Stairway" để tôn vinh Led Zeppelin ở Kennedy Center Honors vào cuối năm 2012.
Năm 2010, Mary J. Blige từng phát hành một dị bản của ca khúc trong album Stronger with Each Tear. Blige cũng từng hát ca khúc này trong chương trình American Idol với Barker, Vai, Orianthi, và Jackson. Phần tiền thu được qua các bản tải từ internet được họ dành tặng cho từ thiện.